# Deutscher Immunologie-Preis
Der Deutsche Immunologie-Preis (bis 2014 Avery-Landsteiner-Preis) ist ein seit 1973 alle zwei Jahre von der Deutschen Gesellschaft für Immunologie (DGfI) verliehener Wissenschaftspreis für international herausragende Immunologen. Der Preis ist verbunden mit einem Preisgeld von 10.000 Euro.

## Strukturen
Namensgebend für die Auszeichnung waren Oswald Theodore Avery (1877–1955), der den Beweis für die Bedeutung der Desoxyribonukleinsäure erbrachte, und Karl Landsteiner (1868–1943), der Entdecker des AB0-Systems der Blutgruppen und Nobelpreisträger für Physiologie 1930.
Es werden keine Selbstbewerbungen gestattet. Das Vorschlagsrecht liegt ausschließlich bei den Mitgliedern der DGfI. Die Auswahl des Preisträgers trifft das Präsidium der DGfI im Einvernehmen mit dem Beirat.
Sponsor des Preises waren bis 1997 die Behringwerke in Marburg und danach in Rechtsnachfolge CSL Behring. 2016 und 2019 hat Celgene die Auszeichnung gesponsert. Seit 2020 sponsert das Biotechnologie-Unternehmen Abbvie den Preis.

## Preisträger
- 1973 Walter F. Goebel, Rockefeller University, New York (USA),
0000 Jacques Oudin, Institut Pasteur, Paris (Frankreich)
- 1975 Henry G. Kunkel, Rockefeller University, New York (USA)
- 1977 Klaus Rajewsky, Institut für Genetik der Universität Köln (Deutschland)
- 1979 César Milstein, Medical Research Council, Cambridge (Großbritannien)
- 1981 Susumu Tonegawa, Basel Institute for Immunology, Basel (Schweiz)
- 1983 Ion Gresser, Institute de Recherche Scientifique sur le Cancer, Villejuif (Frankreich)
- 1985 Peter Perlmann, University of Stockholm (Schweden)
- 1987 Joost J. Oppenheim, NIH Washington (USA)
- 1990 Harald von Boehmer, Basel Institute for Immunology, Basel (Schweiz)
- 1992 Hans-Georg Rammensee, MPI für Biologie, Tübingen (Deutschland)
- 1994 Tim Mosmann, University of Alberta, Edmonton (Kanada)
- 1996 Tadamitsu Kishimoto, University of Osaka (Japan)
- 1998 Peter Krammer, Deutsches Krebsforschungszentrum, Heidelberg (Deutschland)
- 2000 Hidde Ploegh, Whitehead Institute for Biomedical Research in Cambridge (USA)
- 2002 Charles A. Janeway, Yale University School of Medicine in New Haven (USA)
- 2004 Klas Kärre, Karolinska Institutet, Stockholm (Schweden)
- 2006 Philippa Marrack Howard Hughes Medical Institute in Denver (USA)
- 2008 Max Dale Cooper, University of Alabama at Birmingham (USA)
- 2010 Shizuo Akira, WPI Immunology Frontier Research Center, Osaka University (Japan)
- 2012 Alain Fischer, Paris (Frankreich)
- 2014 Andreas Radbruch, Rheuma-Forschungszentrum, Berlin (Deutschland)
- 2016 Hans-Reimer Rodewald, Deutsches Krebsforschungszentrum, Heidelberg (Deutschland)
- 2019 Shimon Sakaguchi, Osaka Universität (Japan)
- 2020 Thomas Boehm, Max-Planck-Institut für Immunologie und Epigenetik, Freiburg im Breisgau (Deutschland)
- 2022 Özlem Türeci, Uğur Şahin und Katalin Karikó, Biontech (Deutschland)[1]